# Danka Kovinić
Danka Kovinić (ur. 18 listopada 1994 w Cetynii) – czarnogórska tenisistka, reprezentantka kraju w Pucharze Federacji.

## Kariera tenisowa
Po raz pierwszy w zawodach seniorskich wystąpiła w październiku 2009 roku, biorąc udział w turnieju rangi ITF w Podgoricy, gdzie zagrała dzięki dzikiej karcie. Przeszła pierwsza rundę, ale odpadła w drugiej, przegrywając z Sandrą Záhlavovą. Pierwsze turniejowe zwycięstwo w singlu odniosła rok później w Dobricz, pokonując w finale reprezentantkę gospodarzy, Isabellę Szinikową. W lipcu 2012 roku wygrała turniej w Toruniu, zwyciężając w finale z Paulą Kanią. W sumie wygrała czternaście turniejów singlowych i cztery deblowe rangi ITF.
W lipcu 2013 roku zagrała po raz pierwszy w turnieju WTA Tour, osiągając w Budapeszcie ćwierćfinał, w którym uległa Chanelle Scheepers wynikiem 6:4, 0:6, 6:7(5).
Dwa lata później w Bad Gastein zwyciężyła w swoim pierwszym turnieju deblowym cyklu WTA Tour – razem ze Stephanie Vogt pokonały w finale 4:6, 6:4, 10–3 Larę Arruabarrenę i Lucie Hradecką.
W sezonie 2016 Kovinić zagrała w drugim finale gry pojedynczej i podwójnej w Stambule, jednakże oba przegrała: pierwszy z nich z reprezentantką gospodarzy Çağlą Büyükakçay, natomiast drugi oddała walkowerem.

## Historia występów wielkoszlemowych
Legenda
     W, wygrany turniej
     F, przegrana w finale
     SF, przegrana w półfinale
     QF, przegrana w ćwierćfinale
     xR, przegrana w x rundzie
     Qx, przegrana w x rundzie kwalifikacji
     A, brak startu
     NH, turniej nie odbył się

### Występy w grze pojedynczej
| Australian Open        | A   | A   | A   | A   | Q3  | Q1 | 2R | 2R  | Q2  | Q3 | 1R | 1R | 3R | 1R  | A | 2R | 0 / 7  | 5 – 7   |  |  |  |  |  |  |  |  |
| French Open            | A   | A   | A   | A   | 1R  | 2R | 1R | 1R  | Q1  | Q1 | 1R | 2R | 3R | 1R  | A |    | 0 / 8  | 4 – 8   |  |  |  |  |  |  |  |  |
| Wimbledon              | A   | A   | A   | A   | Q1  | 1R | 1R | 1R  | Q3  | Q2 | NH | A  | A  | A   | A |    | 0 / 3  | 0 – 3   |  |  |  |  |  |  |  |  |
| US Open                | A   | A   | A   | Q2  | Q1  | 2R | 1R | Q2  | Q1  | Q2 | 2R | 1R | 1R | 1R  | A |    | 0 / 6  | 2 – 6   |  |  |  |  |  |  |  |  |
|                        |     |     |     |     |     |    |    |     |     |    |    |    |    |     |   |    |        |         |  |  |  |  |  |  |  |  |
| Ranking na koniec roku | 687 | 354 | 295 | 170 | 109 | 58 | 87 | 118 | 182 | 88 | 77 | 95 | 79 | 111 | – |    | 0 / 24 | 11 – 24 |  |  |  |  |  |  |  |  |

### Występy w grze podwójnej
| Australian Open        | A | A   | A   | A   | A   | A   | 2R | 2R  | A   | A   | A   | 2R  | 1R  | 1R  | A | A | 0 / 5  | 3 – 5  |  |  |  |  |  |  |  |  |  |
| French Open            | A | A   | A   | A   | A   | A   | 1R | A   | A   | A   | 1R  | 1R  | A   | A   | A |   | 0 / 3  | 0 – 3  |  |  |  |  |  |  |  |  |  |
| Wimbledon              | A | A   | A   | A   | A   | Q1  | 1R | A   | A   | A   | NH  | A   | A   | A   | A |   | 0 / 1  | 0 – 1  |  |  |  |  |  |  |  |  |  |
| US Open                | A | A   | A   | A   | A   | 1R  | 2R | A   | A   | A   | A   | 2R  | A   | A   | A |   | 0 / 3  | 2 – 3  |  |  |  |  |  |  |  |  |  |
|                        |   |     |     |     |     |     |    |     |     |     |     |     |     |     |   |   |        |        |  |  |  |  |  |  |  |  |  |
| Ranking na koniec roku | – | 450 | 351 | 395 | 214 | 106 | 83 | 140 | 112 | 140 | 172 | 138 | 631 | 262 | – |   | 0 / 12 | 5 – 12 |  |  |  |  |  |  |  |  |  |

### Występy w grze mieszanej
Danka Kovinić nigdy nie startowała w rozgrywkach gry mieszanej podczas turniejów wielkoszlemowych.

## Finały turniejów WTA
| Legenda                     | Legenda |
| --------------------------- | ------- |
| Wielki Szlem                |         |
| Igrzyska olimpijskie        |         |
| WTA Tour Championships      |         |
| 2009 – 2020                 |         |
| WTA Premier Mandatory       |         |
| WTA Premier 5               |         |
| WTA Premier                 |         |
| WTA International Series    |         |
| WTA 125K series (2012–2020) |         |
| od 2021                     |         |
| WTA 1000 (obowiązkowe)      |         |
| WTA 1000 (nieobowiązkowe)   |         |
| WTA 500                     |         |
| WTA 250                     |         |
| WTA 125                     |         |

### Gra pojedyncza 3 (0–3)
| Końcowy wynik | Nr | Data                 | Turniej    | Nawierzchnia | Przeciwniczka           | Wynik finału  |
| ------------- | -- | -------------------- | ---------- | ------------ | ----------------------- | ------------- |
| Finalistka    | 1. | 18 października 2015 | Tiencin    | Twarda       | Agnieszka Radwańska     | 1:6, 2:6      |
| Finalistka    | 2. | 24 kwietnia 2016     | Stambuł    | Ceglana      | Çağla Büyükakçay        | 6:3, 2:6, 3:6 |
| Finalistka    | 3. | 11 kwietnia 2021     | Charleston | Ceglana      | Wieronika Kudiermietowa | 4:6, 2:6      |

### Gra podwójna 5 (1–4)
| Końcowy wynik | Nr | Data             | Turniej     | Nawierzchnia | Partnerka        | Przeciwniczki                    | Wynik finału   |
| ------------- | -- | ---------------- | ----------- | ------------ | ---------------- | -------------------------------- | -------------- |
| Zwyciężczyni  | 1. | 26 lipca 2015    | Bad Gastein | Ceglana      | Stephanie Vogt   | Lara Arruabarrena Lucie Hradecká | 4:6, 6:4, 10–3 |
| Finalistka    | 1. | 9 stycznia 2016  | Auckland    | Twarda       | Barbora Strýcová | Elise Mertens An-Sophie Mestach  | 6:2, 3:6, 5–10 |
| Finalistka    | 2. | 24 kwietnia 2016 | Stambuł     | Ceglana      | Xenia Knoll      | Andreea Mitu İpek Soylu          | walkower       |
| Finalistka    | 3. | 22 lipca 2018    | Bukareszt   | Ceglana      | Maryna Zanewśka  | Irina-Camelia Begu Andreea Mitu  | 3:6, 4:6       |
| Finalistka    | 4. | 22 września 2018 | Kanton      | Twarda       | Wiera Łapko      | Monique Adamczak Jessica Moore   | 6:4, 5:7, 4–10 |

## Finały turniejów WTA 125

### Gra pojedyncza 2 (0–2)
| Końcowy wynik | Nr | Data              | Turniej      | Nawierzchnia | Przeciwniczka | Wynik finału |
| ------------- | -- | ----------------- | ------------ | ------------ | ------------- | ------------ |
| Finalistka    | 1. | 14 lipca 2019     | Båstad       | Ceglana      | Misaki Doi    | 4:6, 4:6     |
| Finalistka    | 2. | 20 listopada 2022 | Buenos Aires | Ceglana      | Panna Udvardy | 4:6, 1:6     |

### Gra podwójna 2 (0–2)
| Końcowy wynik | Nr | Data              | Turniej | Nawierzchnia    | Partnerka        | Przeciwniczki                  | Wynik finału      |
| ------------- | -- | ----------------- | ------- | --------------- | ---------------- | ------------------------------ | ----------------- |
| Finalistka    | 1. | 14 lipca 2019     | Båstad  | Ceglana         | Alexa Guarachi   | Misaki Doi Natalja Wichlancewa | 5:7, 7:6(4), 7–10 |
| Finalistka    | 2. | 17 listopada 2019 | Tajpej  | Dywanowa (hala) | Dalila Jakupović | Lee Ya-hsuan Wu Fang-hsien     | 6:4, 4:6, 7–10    |

## Wygrane turnieje rangi ITF
| turnieje z pulą nagród 100 000 $ |
| turnieje z pulą nagród 75 000 $  |
| turnieje z pulą nagród 50 000 $  |
| turnieje z pulą nagród 25 000 $  |
| turnieje z pulą nagród 15 000 $  |
| turnieje z pulą nagród 10 000 $  |

### Gra pojedyncza
|     | Data       | Turniej        | Pula    | Naw.   | Finalistka          | Wynik         |
| 1.  | 10/10/2010 | Dobricz        | 10 000  | ziemna | Izabełła Szinikowa  | 6:4, 6:3      |
| 2.  | 26/06/2011 | Balș           | 10 000  | ziemna | Alice Radu          | 6:0, 6:1      |
| 3.  | 13/04/2012 | Tilimsan       | 10 000  | ziemna | Aleksandra Romanowa | 6:2, 6:2      |
| 4.  | 08/07/2012 | Toruń          | 25 000  | ziemna | Paula Kania         | 6:3, 4:6, 6:3 |
| 5.  | 22/01/2013 | Ystad          | 25 000  | ziemna | Melanie Klaffner    | 6:3, 6:3      |
| 6.  | 30/06/2013 | Kristinehamn   | 25 000  | ziemna | Jasmina Tinjić      | 6:1, 7:5      |
| 7.  | 18/05/2014 | Saint-Gaudens  | 50 000  | ziemna | Pauline Parmentier  | 6:1, 6:2      |
| 8.  | 10/05/2015 | Trnawa         | 100 000 | ziemna | Margarita Gasparian | 7:5, 6:3      |
| 9.  | 05/06/2016 | Marsylia       | 100 000 | ziemna | Hsieh Su-wei        | 6:2, 6:3      |
| 10. | 31/03/2019 | Campinas       | 25 000  | ziemna | Julia Grabher       | 6:2, 3:6, 6:3 |
| 11. | 23/06/2019 | Ystad          | 25 000  | ziemna | Richèl Hogenkamp    | 2:6, 6:3, 6:3 |
| 12. | 27/10/2019 | Székesfehérvár | 100 000 | ziemna | Irina-Camelia Begu  | 6:4, 3:6, 6:3 |
| 13. | 08/05/2022 | Wiesbaden      | 100 000 | ziemna | Nastasja Schunk     | 6:3, 7:6(0)   |
| 14. | 23/04/2023 | Oeiras         | 100 000 | ziemna | Rebeka Masarova     | 6:2, 6:2      |

## Występy w igrzyskach olimpijskich

### Gra pojedyncza
| Runda                                                                               | Przeciwniczka                       | Wynik    |
| ----------------------------------------------------------------------------------- | ----------------------------------- | -------- |
|                                                                                     |                                     |          |
| Letnie Igrzyska Olimpijskie w Rio de Janeiro 2016, reprezentując państwo Czarnogóra |                                     |          |
| I runda                                                                             | Stany Zjednoczone: Madison Keys [7] | 3:6, 3:6 |
|                                                                                     |                                     |          |
| Letnie Igrzyska Olimpijskie w Paryżu 2024, reprezentując państwo Czarnogóra [UP]    |                                     |          |
| I runda                                                                             | Grecja: Maria Sakari [7]            | 0:6, 1:6 |

## Finały juniorskich turniejów wielkoszlemowych

### Gra podwójna (1)
| Końcowy wynik | Rok  | Turniej         | Nawierzchnia | Partnerka         | Przeciwniczki                     | Wynik finału   |
| Finalistka    | 2012 | Australian Open | Twarda       | Irina Chromaczowa | Gabrielle Andrews Taylor Townsend | 7:5, 5:7, 6-10 |